# Hammer-Torup
Hammer-Torup er en bebyggelse 15 kilometer sydøst for Næstved i Hammer Sogn, Næstved Kommune.
Der er et bylaug i Hammer-Torup. De fredede Hammer-Torup Bakker findes umiddelbart syd for bebyggelsen.
Journalist Puk Damsgård er opvokset på Damsgården i Hammer-Torup.